# Frederick Pitman
Frederick Archibald Hugo Pitman, född 1 juni 1892 i Edinburgh, död 25 juli 1963 i Holborn, var en brittisk roddare.
Pitman blev olympisk silvermedaljör i åtta med styrman vid sommarspelen 1912 i Stockholm.